# Comedy rock
Il comedy rock è un genere di musica rock che presenta testi ironici o satirici che deridono le tradizioni della musica rock e la società tradizionale.
Tra i molti artisti che fanno parte di questo stile si contano Frank Zappa, considerato il "re del comedy rock", "Weird Al" Yankovic, Stan Freberg, Louis Prima, i Ween, gli Spinal Tap, The Rutles , I Paradossali e Tenacious D.
Il comedy rock non va confuso con il rock demenziale, una corrente musicale correlata nata negli anni settanta in Italia.